# Гучуа, Вальтер Валерьевич
Вальтер Валерьевич Гучуа (груз. ვალტერ ვალერის ძე გუჩუა; 6 июня 1975) — грузинский футболист, центральный защитник. Выступал за сборную Грузии. Неоднократный чемпион Грузии.

## Биография

### Клубная карьера
На взрослом уровне начал выступать в сезоне 1991/92 в составе «Амирани» (Очамчира), сыграл за сезон 28 матчей в высшем дивизионе Грузии. Затем выступал за «Цхуми» (Сухуми) и «Самгурали» (Цхалтубо), но в этих клубах выходил на поле реже.
В 1994 году перешёл в украинский клуб «Керамик (Барановка)», в его составе сыграл 9 матчей в любительском первенстве Украины и 5 матчей — во второй лиге, а также один матч — в Кубке Украины.
Вернувшись в Грузию, играл в высшей лиге за «Шевардени», «Самтредиа» и «Одиши». В составе «Самтредиа» участвовал в матчах Кубка УЕФА. В 1997 году перешёл в тбилисское «Динамо», в его составе дважды (1997/98 и 1998/99) становился чемпионом Грузии и участвовал в матчах Лиги чемпионов. С 2000 года играл за «Торпедо» (Кутаиси), с которым также завоёвывал чемпионский титул (2000/01), а в чемпионском сезоне 2001/02 провёл только два матча. Затем играл за «Колхети» (Поти).
В первой половине 2000-х годов дважды уезжал в заграничные клубы — в 2002 году числился в американском «Даллас Бёрн», а в сезоне 2003/04 выступал за иранский «Саба Баттери», с которым победил во втором дивизионе Ирана.
Также в последние годы карьеры играл на родине за «Торпедо» (Кутаиси), «Сиони», «Колхети» (Поти), «Зестафони» и «Динамо-Сухуми». В составе «Сиони» стал в сезоне 2003/04 чемпионом Грузии. Пять лет (2006—2010) провёл в клубе из Зугдиди, носившем названия «Зугдиди», «Мглеби» и «Баия». Завершил карьеру в 2011 году в составе «Самтредиа».

### Карьера в сборной
Дебютировал в сборной Грузии 24 апреля 1996 года в товарищеском матче против Румынии (0:5), выйдя на замену в перерыве. Всего за карьеру в 1996—2001 годах провёл 5 матчей, ни один из которых не отыграл полностью. Последний матч за сборную провёл 9 мая 2001 года против Азербайджана.